# ヤコ・エンゲルス
ヤコ・エンゲルス（Jaco Engels、1980年12月17日 - ）は、ナミビアのラグビーユニオン選手。

## プロフィール
- ナミビア(当時は南アフリカ共和国)・オランジェムンド出身[1]。
- 現役時代のポジションはプロップ(PR)。
- 身長 185cm、体重 120kg
- ナミビア代表通算キャップ数は15でラグビーワールドカップ2015のナミビア代表に選ばれた[2]。

## 略歴
レパーズ、ボーダー・ブルドッグス、ブルー・ブルズ、ブルズ、イースタン・プロヴィンス・エレファンツ、サザン・キングスを経て、2015年、ウェルウィッチアスに加入。
2016年、現役を引退した。